# Тобі Вілкінсон
Тобі Александр Говард Вілкінсон (англ. Toby A. H. Wilkinson; нар. 1969) — британський єгиптолог. Доктор філософії (1993), керівник відділу міжнародної стратегії в Кембриджському університеті, а також співробітник Клер-коледж у Кембриджі, раніше науковий співробітник коледжу Христа (Кембридж) та Даремського університету. Лауреат премії імені Гесселя Тільтмана 2011 року.

## Біографія
Вивчав єгиптологію в кембриджському Даунінг-коледжі, здобув ступінь бакалавра мистецтв з відзнакою, а також премію з єгиптології імені Томаса Малві. Ступінь доктора філософії здобув у коледжі Христа в Кембриджі в 1993 році (керівник — Баррі Кемп).
У 1993—1997 роках обіймав посаду наукового співробітника з єгиптології в Дослідницькому центрі імені леді Волліс Бадж у коледжі Христа в Кембриджі. У 1997—1999 роках працював у рамках спеціальної наукової стипендії Фонду Ліверг'юма в Університеті Дарема.
Був дійсним членом коледжу Клер (Кембридж) з 2003 року. Член редколегії журналу Єгипетська історія (Egyptian History). Також він — почесний науковий співробітник кафедри археології Даремського університету. У липні 2011 року став керівником відділу міжнародної стратегії у Кембриджському університеті, що займається університетським міжнародним позиціонуванням та співробітництвом.
У 2011 році став лауреатом премії Гесселя Тільтмана, яка присуджується за найкращий твір наукової літератури. Цією премією відзначили його книгу «Зліт і падіння Стародавнього Єгипту: історія цивілізації з 3000 року до н. е.» (The Rise and Fall of Ancient Egypt).

## Праці
- State Formation in Egypt: Chronology and Society (1996), British Archaeological Reports (BAR) International
- Early Dynastic Egypt (1999), Routledge
- Royal Annals of Ancient Egypt: Palermo Stone and Its Associated Fragments (2000), Kegan Paul
- Genesis of the Pharaohs: Dramatic New Discoveries Що Rewrite the Origins of Ancient Egypt (2003), Thames & Hudson
- The Thames and Hudson Dictionary of Ancient Egypt (2nd edition 2008), Thames & Hudson
- Lives of the Ancient Egyptians: Pharaohs, Queens, Courtiers and Commoners (2007)
- (редактор) The Egyptian World (2009), Routledge
- The Rise and Fall of Ancient Egypt (2010)
- The Nile: A Journey Downriver Through Egypt's Past and Present (2014), Knopf
- Aristocrats and Archaeologists: An Edwardian Journey on the Nile (2017), The American University in Cairo Press
- World Beneath the Sands: The Golden Age of Egyptology (2020), WW Norton
- Tutankhamun's Trumpet: Story of Ancient Egypt in 100 Objects (2022), Pan MacMillan
- Ramesses the Great: Egypt's King of Kings (2023), Yale University Press
- The Last Dynasty: Ancient Egypt from Alexander the Great to Cleopatra (2025), W. W. Norton